# Kreis Grottkau
| Kreis Grottkau                    | Kreis Grottkau                                                        |
| --------------------------------- | --------------------------------------------------------------------- |
| Wappen                            |                                                                       |
| Preußische Provinz                | Schlesien (1816–1919, 1938–1941) Oberschlesien (1919–1938, 1941–1945) |
| Regierungsbezirk                  | Oppeln                                                                |
| Kreisstadt                        | Grottkau                                                              |
| Letzter Landrat                   | Hermann Sellschopp (1940–1945)                                        |
| Fläche                            | 520 km²                                                               |
| Einwohner                         | 40.157 (1939)                                                         |
| Bevölkerungsdichte                |                                                                       |
| Städte                            | 2                                                                     |
| Gemeinden                         | 65                                                                    |
|                                   |                                                                       |
| Karte des Kreises Grottkau.       |                                                                       |
|                                   |                                                                       |
| Ortsnamen im schlesischen Dialekt |                                                                       |

Der Kreis Grottkau war ein preußischer Landkreis in Oberschlesien, der in den Jahren 1742 bis 1945 bestand. Seine Kreisstadt war die Stadt Grottkau. Das frühere Kreisgebiet liegt heute in der polnischen Woiwodschaft Oppeln.

## Verwaltungsgeschichte

### Königreich Preußen/Deutscher Bund
Nach der Eroberung des größten Teils von Schlesien führte König Friedrich II. durch Kabinettsorder am 25. November 1741 in Niederschlesien preußische Verwaltungsstrukturen ein. Dazu gehörten die Einrichtung zweier Kriegs- und Domänenkammern in Breslau und Glogau sowie deren Gliederung in Kreise und die Einsetzung von Landräten zum 1. Januar 1742.
Im Fürstentum Neisse, einem der schlesischen Teilfürstentümer, wurden aus den alten schlesischen Weichbildern Grottkau und Neisse die beiden Kreise Grottkau und Neisse gebildet. Als erster Landrat des Kreises Grottkau wurde Johann Ferdinand von Printz eingesetzt. Der Kreis Grottkau unterstand zunächst der Kriegs- und Domänenkammer Breslau und wurde im Zuge der Stein-Hardenbergischen Reformen dem Regierungsbezirk Oppeln der Provinz Schlesien zugeordnet.
Im Zuge von Grenzbereinigungen zwischen den schlesischen Regierungsbezirken gab der Kreis Grottkau im Jahr 1816 die Stadt Wansen sowie die Dörfer Alt Wansen, Bischwitz, Halbendorf, Johnwitz, Knischwitz und Spurwitz an den Kreis Ohlau ab. Außerdem gab der Kreis 1817 das Dorf Gallenau an den Kreis Frankenstein sowie die Dörfer Brucksteine, Gollendorf, Herbsdorf, Hertwigswalde, Kattersdorf Liebenau, Neuhaus, Nieder Pomsdorf und Ober Pomsdorf an den Kreis Münsterberg ab.
Bei der Kreisreform vom 1. Januar 1818 im Regierungsbezirk Oppeln wurden die Kreisgrenzen wie folgt geändert:
- Die Dörfer Jentsch und Stephansdorf wechselten aus dem Kreis Grottkau in den Kreis Neisse.
- Die Dörfer Grüben und Sonnenberg wechselten aus dem Kreis Grottkau in den Kreis Falkenberg.
- Die Dörfer Eckwertsheide, Friedewalde, Geltendorf, Groß Briesen, Hennersdorf, Koppendorf, Mogwitz, Petersheide und Schönheide wechselten aus dem Kreis Neisse in den Kreis Grottkau.

### Norddeutscher Bund / Deutsches Reich
Seit dem 1. Juli 1867 gehörte der Kreis zum Norddeutschen Bund und ab dem 1. Januar 1871 zum Deutschen Reich. Zum 8. November 1919 wurde die Provinz Schlesien aufgelöst und aus dem Regierungsbezirk Oppeln die neue Provinz Oberschlesien gebildet. Zum 30. September 1928 fand im Kreis Grottkau entsprechend der Entwicklung im übrigen Freistaat Preußen eine Gebietsreform statt, bei der fast alle Gutsbezirke aufgelöst und benachbarten Landgemeinden zugeteilt wurden. Einzig das am 1. April 1935 gebildete Staubecken Ottmachau verblieb als gemeindefreier Gutsbezirk.
Am 1. April 1938 wurden die preußischen Provinzen Niederschlesien und Oberschlesien zur neuen Provinz Schlesien zusammengeschlossen. Zum 18. Januar 1941 wurde die Provinz Schlesien abermals aufgelöst und aus den Regierungsbezirken Kattowitz und Oppeln die neue Provinz Oberschlesien gebildet.
Im Frühjahr 1945 wurde das Kreisgebiet von der Roten Armee besetzt. Im Sommer 1945 wurde das Kreisgebiet von der sowjetischen Besatzungsmacht gemäß dem Potsdamer Abkommen unter polnische Verwaltung gestellt. Im Kreisgebiet begann daraufhin der Zuzug polnischer Zivilisten, die zum Teil aus den an die Sowjetunion gefallenen Gebieten östlich der Curzon-Linie kamen. In der Folgezeit wurde die deutsche Bevölkerung größtenteils aus dem Kreisgebiet vertrieben; der noch verbliebenen wurde der Gebrauch der deutschen Sprache verboten.

## Einwohnerentwicklung
| Jahr | Einwohner | Quelle |
| ---- | --------- | ------ |
| 1795 | 31.058    | [ 11 ] |
| 1819 | 29.605    | [ 12 ] |
| 1846 | 39.371    | [ 13 ] |
| 1871 | 44.279    | [ 14 ] |
| 1885 | 45.105    | [ 15 ] |
| 1900 | 40.566    | [ 16 ] |
| 1910 | 40.610    | [ 16 ] |
| 1925 | 39.553    | [ 17 ] |
| 1939 | 40.157    | [ 17 ] |

## Landräte
| - 17420000000Johann Ferdinand von Printz - 1745–175200Johann Wenzel von Studnitz und Jeroltschütz - 1754–175900Johann Carl von Sulkowsky - 1759–176400Balthasar Leopold von Brauchitsch - 1766–178000Carl Friedrich Wilhelm von Reibnitz - 1780–179600Johann August Wilhelm von Koppy - 1796–180300Johann Eugen von Hundt und Alten Grottkau - 1803–180500Johann Ernst Joseph Henn von Henneberg - 1805–180900Carl Ludwig Silvius Wilhelm von Königsdorff - 1809–182400Johann von Printz - 1824–184500Georg von Ohlen - 1845–184900von Sierstorpff - 1849–185700Richard von Maubeuge (1820–1893) - 1848–184900Arthur Hobrecht (1824–1912) | - 1857–186300Karl Rudolf Friedenthal (1827–1890) - 1869–187300Arthur Roderich Zimmer - 1874–187900Kurt von Ohlen und Adlerskron (1846–1900) - 1879–188800Maximilian von Garnier (1844–1888) - 1888–189000Gustav Drescher († 1890) - 1891–189700Hermann von Richthofen - 1898–191900Franz Thilo (* 1863) - 1919–192600August Kuhn - 1926–193300Werner Martinius - 1933–193500Josef Klings - 1935–193700Erich Jüttner (* 1899) - 1938–194000Bernhard von Derschau (1903–1945) - 1940–194500Hermann Sellschopp |

## Kommunalverfassung
Der Kreis Grottkau gliederte sich seit dem 19. Jahrhundert in die Städte Grottkau und Ottmachau, in Landgemeinden und in Gutsbezirke. Mit der Einführung des preußischen Gemeindeverfassungsgesetzes vom 15. Dezember 1933 gab es ab dem 1. Januar 1934 eine einheitliche Kommunalverfassung für alle preußischen Gemeinden. Mit Einführung der Deutschen Gemeindeordnung vom 30. Januar 1935 trat zum 1. April 1935 im Deutschen Reich eine einheitliche Kommunalverfassung in Kraft, wonach die bisherigen Landgemeinden nun als Gemeinden bezeichnet wurden. Eine neue Kreisverfassung wurde nicht mehr geschaffen; es galt weiterhin die Kreisordnung für die Provinzen Ost- und Westpreußen, Brandenburg, Pommern, Schlesien und Sachsen vom 19. März 1881.

## Gemeinden
Der Kreis Grottkau umfasste zuletzt zwei Städte und 65 Landgemeinden:
| - Alt Grottkau - Auenrode - Boitmannsdorf - Breitenfeld - Deutsch Leippe - Eckwertsheide - Eichenau O.S. - Eichengrund - Endersdorf - Falkenau - Feldheim - Friedewalde - Gauwald - Geltendorf - Giersdorf - Gläsendorf - Groß Briesen | - Groß Karlshöh - Grottkau, Stadt - Guhlau - Gührau - Halbendorf - Hennersdorf - Herzogswalde - Hochdorf - Höhendorf - Hönigsdorf - Johnsdorf - Klein Karlshöh - Klein Mahlendorf - Klein Neudorf - Klodebach - Koppendorf - Koschpendorf | - Kühschmalz - Lärchenhain - Leuppusch - Lichtenberg - Lindenau - Lobedau - Märzdorf - Mühlrain - Neuensee - Niederseiffersdorf - Niklasdorf - Nittersdorf - Ottmachau, Stadt - Perschkenstein - Petersheide - Rogau - Schöning | - Schützendorf - Schwarzengrund - Seiffersdorf b. Ottmachau - Steinhaus - Striegendorf - Tharnau b. Grottkau - Tiefensee - Ullersdorf - Voigtsdorf - Waldreuth - Weißach - Winzenberg - Woisselsdorf - Würben - Zauritz - Zedlitz |

Eingemeindungen bis 1939
| - Nieder Kühschmalz, am 1. April 1905 zu Kühschmalz - Ober Kühschmalz, am 1. April 1905 zu Kühschmalz - Schönheide, am 1. April 1939 zu Petersheide - Tharnau bei Ottmachau, am 1. Januar 1931 zu Gauers - Bittendorf, am 1. Januar 1935 zu Klein Mahlendorf - Gräditz, am 1. Januar 1935 zu Matzwitz - Sarlowitz, am 1. Januar 1935 zu Ottmachau | - Laskowitz, am 1. Januar 1935 zu Perschkenstein - Weidich, am 1. Januar 1935 zu Perschkenstein - Satteldorf, am 1. Januar 1935 zu Pillwösche - Klein Zindel, am 1. Juli 1932 zu Kühschmalz - Reisendorf, am 17. Oktober 1928 zu Klein Karlowitz - Kroschen, am 30. September 1928 zu Falkenau |

## Ortsnamen
Im Jahr 1936 wurden im Kreis Grottkau mehrere Gemeinden (zum Teil mehrfach) umbenannt:
| - Ellguth → Neuensee - Gauwald → Gauwald - Graschwitz → Schöning - Groß Karlowitz → Groß Karlshöh - Kamnig → Steinhaus - Klein Karlowitz → Klein Karlshöh - Koppitz → Schwarzengrund - Laßwitz → Höhendorf - Matzwitz → Mühlrain - Mogwitz → Breitenfeld | - Nitterwitz → Lindenberg → Nittersdorf - Ogen → Feldheim - Osseg → Auwaldau → Auenrode - Pillwösche → Weißach - Reisewitz → Eichengrund - Starrwitz → Waldreuth - Tschauschwitz → Hohenau → Hochdorf - Tscheschdorf → Lärchenhain - Woitz → Eichenau |